# Барбаро, Франческо
Франческо Барбаро (итал. Francesco Barbaro 1390, Венеция — 1454, Венеция) — итальянский гуманист, филолог и дипломат Венецианской республики. Сын сенатора Венецианской республики Кандиано Барбаро. Происходил из древнего венецианского рода Барбаро.

## Биография
С 1405 по 1408 год посещал школу, затем стал учеником Гаспарино Барцицца в Падуе. В Падуе в 1410 году он стал магистром, а в 1412 году — доктором. Изучение древнегреческого языка Барбаро продолжил в Венеции у Гуарино да Верона. В 1415 году перевел на латынь два жизнеописания из Плутарха. С 1415 года входил в гуманистический кружок Леонардо Бруни и Никколо Никколи, посещал гуманистов во Флоренции. В 1416 году по случаю свадьбы мецената Лоренцо ди Джованни Медичи написал «Книгу о браке» (лат. De re uxoria).
В 1419 году Барбаро стал сенатором Венецианской республики и занимал ряд высоких должностей. С дипломатической миссией посетил частности папу римского и германского кайзера. С 1422 по 1435 год занимал должность подеста в Тревизо, Виченце, Бергамо и Вероне. В 1440 году был представителем на Ферраро-Флорентийском соборе. С 1452 года был прокуратором Сан-Марко.
Как филолог Франческо Барбаро имел высокий авторитет в Венеции и области Венето.
Был женат на Марии Лоредан из семьи прокуратора Сан-Марко. Единственный его сын Дзаккария Барбаро был венецианским дипломатом; его внук Эрмолао Барбаро стал известным гуманистом.

## Произведения
- Книга о браке / «De re uxoria» 1416